# Eupithecia nepalata
Eupithecia nepalata là một loài bướm đêm trong họ Geometridae.